# ماریا چونلیس
ماریا چونلیس (لهستانی: Maria Ciunelis؛ زادهٔ ۲۸ ژوئن ۱۹۶۱) بازیگر، نمایشنامه‌نویس و کارگردان نمایش اهل لهستان است.
از فیلم‌ها یا مجموعه‌های تلویزیونی که وی در آن‌ها نقش داشته است، می‌توان به خودِ زندگی، گا، گا، درود بر قهرمانان، تبر، خانواده جایگزین،  در خوشی و سختی، پزشکان، دوستان، پان تادئوش و مرشد و مارگاریتا اشاره نمود.